# بطولة ويمبلدون 1895

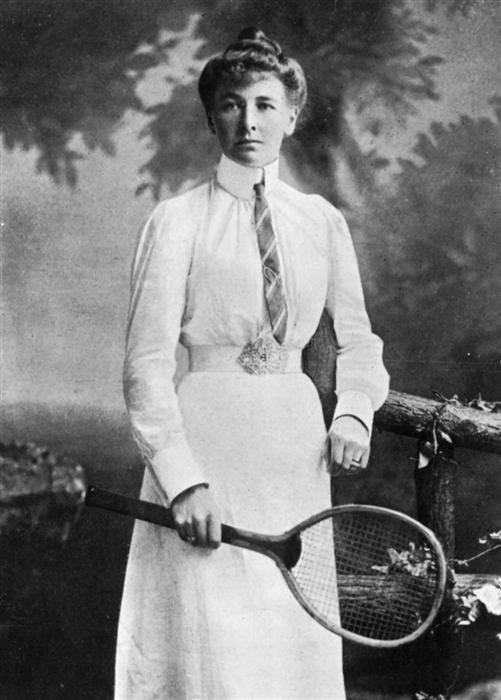
لاعبة التنس الإنجليزية شارلوت كوبر

قائمة ببطولات ويمبلدون لسنة 1895:

## فردي رجال
ويلفرد باديلي هزم  ويلبيرفورس إيافس. النتيجة: 4-6 2-6 8-6 6-2 6-3

## فردي سيدات
شارلوت كوبر هزمت  هيلين جاكسن. النتيجة: 7-5, 8-6